# Man on a Ledge
Man on a Ledge är en amerikansk thrillerfilm från 2012 regisserad av Asger Leth, med Sam Worthington i huvudrollen.

## Handling
Ex-polisen Nick Cassidy (Sam Worthington) sitter i fängelse, dömd för ett brott han inte begått. Efter att ha besökt sin faders begravning flyr han från polisen och skapar en ny identitet. Nu befinner han sig i New York och checkar in på Roosevelt Hotel. Uppe på tjugoförsta våningen kliver han ut genom fönstret och ställer sig på huskanten. Folkmassor samlas på gatan och Nick har nu fått hela stadens uppmärksamhet. Kommer han hoppa och ta livet av sig, eller kommer han bevisa sin oskuld?

## Rollista
- Sam Worthington - Nick Cassidy
- Elizabeth Banks - Lydia Mercer
- Jamie Bell - Joey Cassidy
- Anthony Mackie - Mike Ackerman
- Ed Burns - Jack Dougherty
- Titus Welliver - Dante Marcus
- Génesis Rodríguez - Angela "Angie" Lopez
- Kyra Sedgwick - Suzie Morales
- Ed Harris - David Englander
- Felix Solis - Nestor
- William Sadler - Frank Cassidy / Valet